# Johnny Kenny
Johnny Kenny (Riverstown, 9 giugno 2003) è un calciatore irlandese, attaccante del Celtic.

## Biografia
Suo padre, Johnny Kenny sr., è stato un calciatore dello Sligo Rovers negli anni '90. È cugino di secondo grado di Liam Kerrigan, anche lui calciatore professionista.

## Carriera

### Club
Ha giocato nella prima divisione irlandese e in seconda serie scozzese. Nel 2025 esordisce in Scottish Premiership con il Celtic.

### Nazionale
Vanta 13 presenze e quattro gol con le rappresentative giovanili irlandesi.

## Palmarès

### Club

#### Competizioni nazionali
- Campionato irlandese: 1

Shamrock Rovers: 2023
- Supercoppa d'Irlanda: 1

Shamrock Rovers: 2024
- Campionato scozzese: 1

Celtic: 2024-2025